# 周玲美
周玲美（1968年3月28日—）是中国有史以来最著名的女子自行车运动员之一，是第一位打破自行车世界纪录的亚洲人。

## 个人经历
周玲美出生于1968年3月28日，家乡在中国江苏省南通市如皋的长青沙。
1984年11月之前，在如皋读书，期间曾参加田径、篮球训练。
1984年11月，调入江苏省自行车队当运动员。
1998年，擔任江蘇省自行車隊領隊。
2010年，已担任江苏花样游泳队领队。
2017年，已升任江苏省体育产业指导中心副主任。
2018年10月15日，任江苏省体育局群众体育处副处长。

## 主要成绩
- 1986年全国场地自行车青年锦标赛，1000米计时赛第三名。[2]
- 1987年全国赛车场自行车冠军赛，1000米计时赛第一名，成绩为1分15秒53。[2]
- 1988年全国赛车场自行车冠军赛，争先赛冠军、1000米计时赛亚军。[2]
- 1988年全国赛车场自行车锦标赛，争先赛和1000米计时赛两项冠军。[2]
- 1988年中国-苏联自行车友谊赛，以30秒835的成绩打破500米行进出发的手计时全国纪录。[2]
- 1989年第十四届亚洲自行车锦标赛，以1分15秒402的成绩获1000米计时赛冠军，并打破亚洲锦标赛纪录，另外获得1000米争先赛第三名。[2]
- 1990年9月27日，在1990年亚洲运动会的昌平自行车赛场上，以1分13秒899的成绩，打破了女子自行车场地1公里原地出发个人计时赛的世界纪录，成为第一位打破自行车世界纪录的亚洲人。[1][6]该项目原先的世界纪录是1分14秒249，由苏联运动员埃里卡·萨鲁米叶（英语：Erika Salumäe）保持了6年之久。[3][7]
- 1991年第十五届亚洲自行车锦标赛，1公里计时赛冠军，并以1分12秒420的成绩打破自己保持的世界纪录。[2]
- 1992年夏奥会，因未设个人计时赛，周玲美改项参加追逐赛，但因非其强项，未能获得奖牌。[8]

## 所获荣誉
- 1987年，运动健将。[2]
- 1990年，全国十名最佳运动员。[2]
- 1990年，全国三八红旗手。[2]
- 1990年，共青团中央全国新长征突击手。[9]
- 1991年，全国十佳运动员，第七届全国“飞龙奖”最佳运动员。[2]

## 逸事
- 周玲美在1990年亚运会上骑的是永久自行车。[10]